# Diocesi di Tanis
La diocesi di Tanis (in latino Dioecesis Tanitana) è una sede soppressa e sede titolare della Chiesa cattolica.

## Storia
Tanis, corrispondente all'odierna Ṣān al-Ḥaǧar nel delta del Nilo, è un'antica sede episcopale della provincia romana dell'Augustamnica Prima nella diocesi civile d'Egitto. Faceva parte del patriarcato di Alessandria ed era suffraganea dell'arcidiocesi di Pelusio.
Diversi sono i vescovi documentati di quest'antica diocesi egiziana. Il primo è Tiberio, che prese parte al concilio di Nicea del 325. Contestualmente la sede aveva anche un vescovo meleziano, Eudemone, il cui nome appare nella lista, trasmessa da Atanasio di Alessandria, dei vescovi meleziani che Melezio inviò all'arcivescovo Alessandro di Alessandria all'indomani del concilio di Nicea del 325. Eudemone, grande oppositore di Atanasio, è ancora menzionato successivamente, per una lettera scritta all'Imperatore Costantino I in occasione del concilio di Tiro del 335, e per la sua partecipazione al concilio di Filippopoli, che vide riuniti assieme i vescovi che si erano rifiutati di continuare la loro presenza al concilio di Sardica del 343/344.
Nella lettera festale XI di Atanasio di Alessandria, del 339, vengono riportati i nomi di vescovi deceduti di diverse sedi egiziane e i nomi di coloro che furono nominati al loro posto. Per la sede di Tanis al defunto Elia succedette Teodoro. Sulla lista dei vescovi egiziani ortodossi, che presero parte al concilio di Sardica (343/344), sono citati due vescovi di nome Teodoro, ma senza la menzione della sede di appartenenza; secondo Martin, uno di questi due vescovi apparteneva alla sede di Tanis.
Il vescovo Ermione subì l'esilio nel 362, durante la persecuzione di Giorgio di Alessandria.
A metà del V secolo sono noti altri due vescovi di Tanis. Apollonio fu presente al concilio di Efeso del 449 e al concilio di Calcedonia del 451. Arpocrate sottoscrisse nel 458 la lettera dei vescovi dell'Egitto all'imperatore Leone dopo la morte di Proterio di Alessandria; l'anno seguente sottoscrisse il decreto sinodale di Gennadio I di Costantinopoli contro i simoniaci.
Due vescovi, Silvano e Lucio, sono documentati dalle fonti papirologiche, nel IV e V secolo.
Dal XVIII secolo Tanis è annoverata tra le sedi vescovili titolari della Chiesa cattolica; la sede è vacante dal 14 giugno 1973. Nelle fonti la sede è chiamata anche Tanes.

## Cronotassi

### Vescovi residenti
- Tiberio † (menzionato nel 325)
  - Eudemone † (prima del 325 - dopo il 343/344) (vescovo meleziano)
- Elia † (? - circa 339 deceduto)
- Teodoro † (circa 339 - dopo il 343/344 ?)
- Silvano † (metà del IV secolo)
- Ermione † (menzionato nel 362)
- Lucio † (menzionato nel 440 circa)
- Apollonio † (prima del 449 - dopo il 451)
- Arpocrate † (prima del 458 - dopo il 459)

### Vescovi titolari
- Andrzej Pruski † (28 marzo 1729 - 1759 deceduto)
- Lucas Ramírez Galán, O.F.M. † (6 aprile 1761 - 21 agosto 1769 nominato arcivescovo di Santafé en Nueva Granada)
- Juan Varela Fondevilla y Verea † (20 novembre 1769 - 11 aprile 1785 deceduto)
- Ludwik Józef Mathy † (20 settembre 1779 - 1801 deceduto)[13]
- Antoni Luboradzki † (26 giugno 1805 - 14 aprile 1822 deceduto)
- William Fraser (Frazer) † (3 giugno 1825 - 15 febbraio 1842 nominato vescovo di Halifax)
- José Antonio García Balsalobre y Rada, O.S.Iacobi † (30 settembre 1831 - 3 novembre 1844 deceduto)[14]
- Filippo (Bernardino di Sant'Agnese) Pontanova, O.C.D. † (6 maggio 1845 - 13 marzo 1853 deceduto)
- Tommaso Michele Salzano, O.P. † (19 gennaio 1854 - 22 dicembre 1873 nominato arcivescovo titolare di Edessa di Osroene)
- Gennaro De Vivo † (4 maggio 1874 - 24 dicembre 1876 succeduto vescovo di Pozzuoli)
- Beato Tommaso Reggio † (20 marzo 1877 - 27 giugno 1877 succeduto vescovo di Ventimiglia)
- Elia Bianchi † (12 maggio 1879 - 3 luglio 1882 nominato arcivescovo titolare di Nicosia)
- Giuseppe Cavaliere † (15 marzo 1883 - 24 giugno 1883 succeduto vescovo di Crotone)
- Franz Sniegoń † (9 agosto 1883 - 3 luglio 1891 deceduto)[15]
- Josip Grgur Marčelić † (16 gennaio 1893 - 18 maggio 1894 nominato vescovo di Ragusa di Dalmazia)
- Giovanni Menicatti, P.I.M.E. † (12 settembre 1903 - 23 dicembre 1943 deceduto)[16]
- José Joaquim Gonçalves † (14 marzo 1957 - 14 giugno 1973 nominato vescovo di Cornélio Procópio)